# Thalictrum kubotae
Thalictrum kubotae är en ranunkelväxtart som beskrevs av Yuichi Kadota. Thalictrum kubotae ingår i släktet rutor, och familjen ranunkelväxter. Inga underarter finns listade i Catalogue of Life.